# Вокруг света
«Вокру́г све́та» — старейший российский научно-популярный и страноведческий журнал, выпускающийся с 1861 года. Первым редактором был Павел Ольхин.
За время существования сменил несколько издателей. С января 1918 по январь 1927 и с июля 1941 по декабрь 1945 журнал не издавался. В настоящее время выходит ежемесячно общим тиражом около 230 000 экземпляров. Тираж каждого номера проходит добровольную сертификацию в Национальной тиражной службе. По итогам ежегодного общероссийского конкурса «Тираж — рекорд года» Национальная тиражная служба трижды (в 2010, 2011 и 2012 годах) присуждала журналу звание победителя в номинации «Научно-популярное издание».
Кроме того, журнал издаётся по лицензии местными издателями на Украине, в Казахстане (на русском языке) и в Болгарии (на болгарском). Тематикой статей являются география, путешествия, этнография, биология, астрономия, медицина, культура, история, биографии, кулинария.

## Авторы журнала
Александр Беляев, Александр Казанцев, Рудольф Итс, Кир Булычёв, Пётр Вайль, Виктор Ерофеев, Людмила Петрушевская, Николай Пржевальский, Хелью Ребане, Николай Непомнящий и др.

## История

### Основание журнала

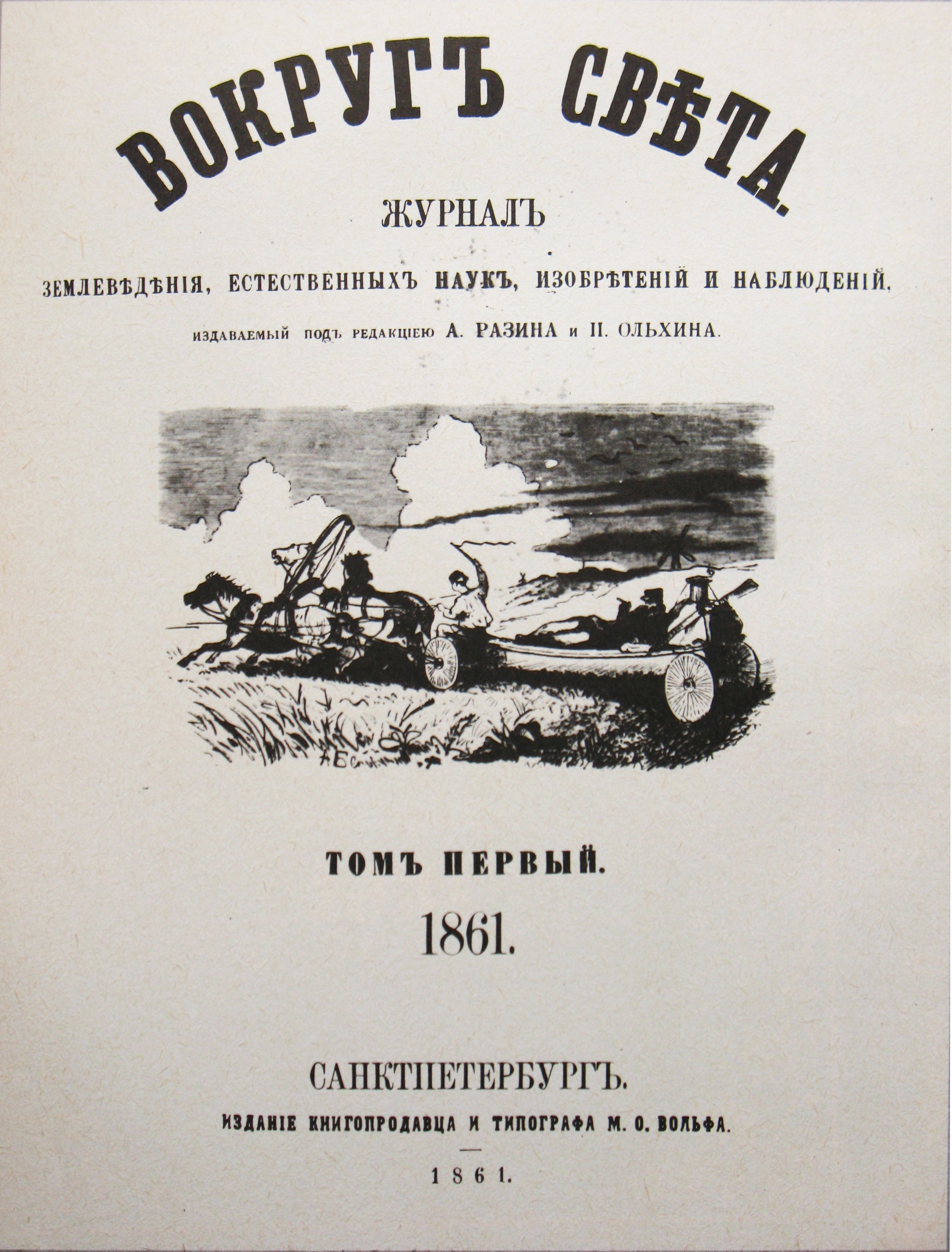
«Вокруг света», 1861 год, титульный лист 1 тома
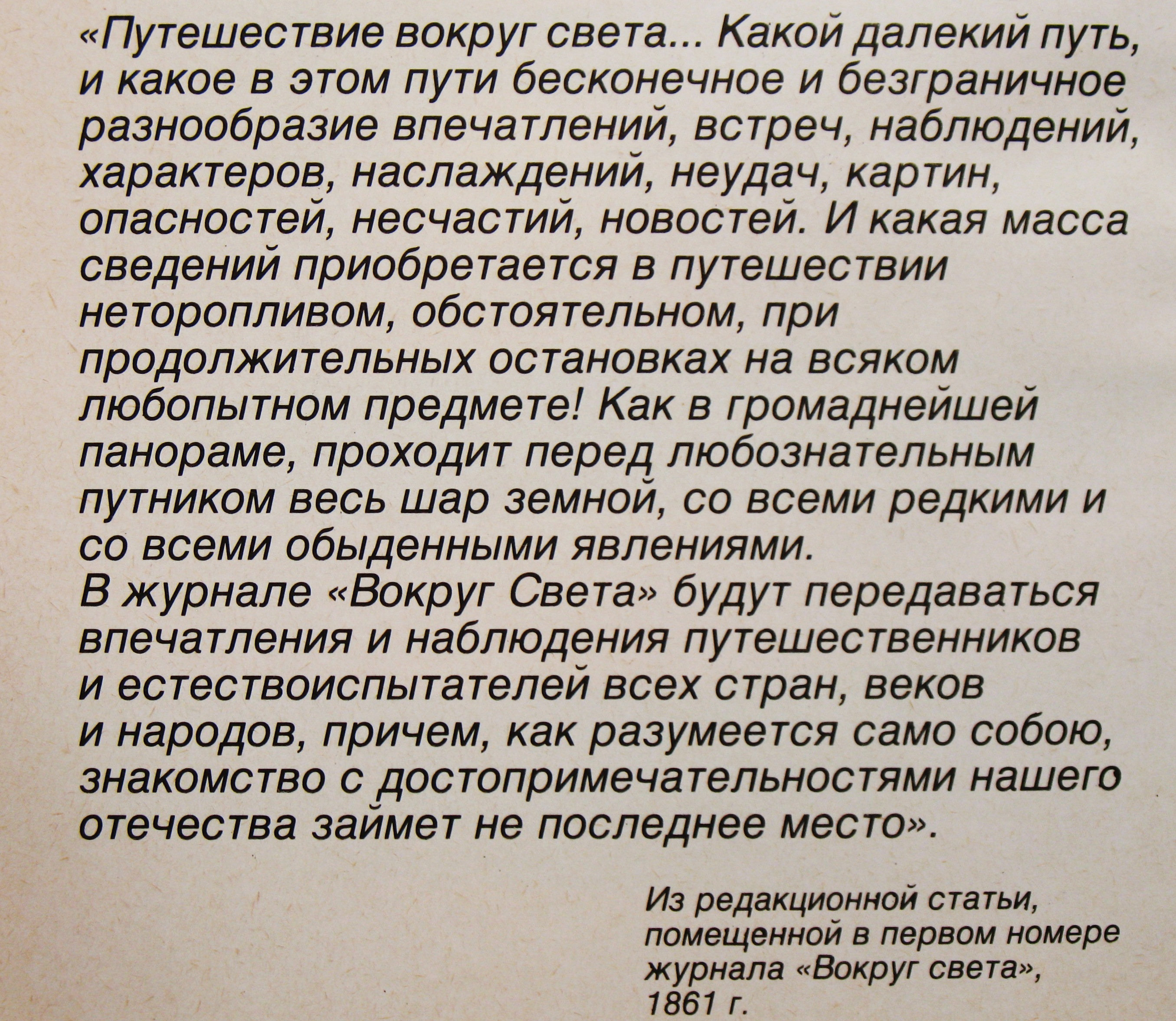
Редакционное кредо «Вокруг света», 1861 год
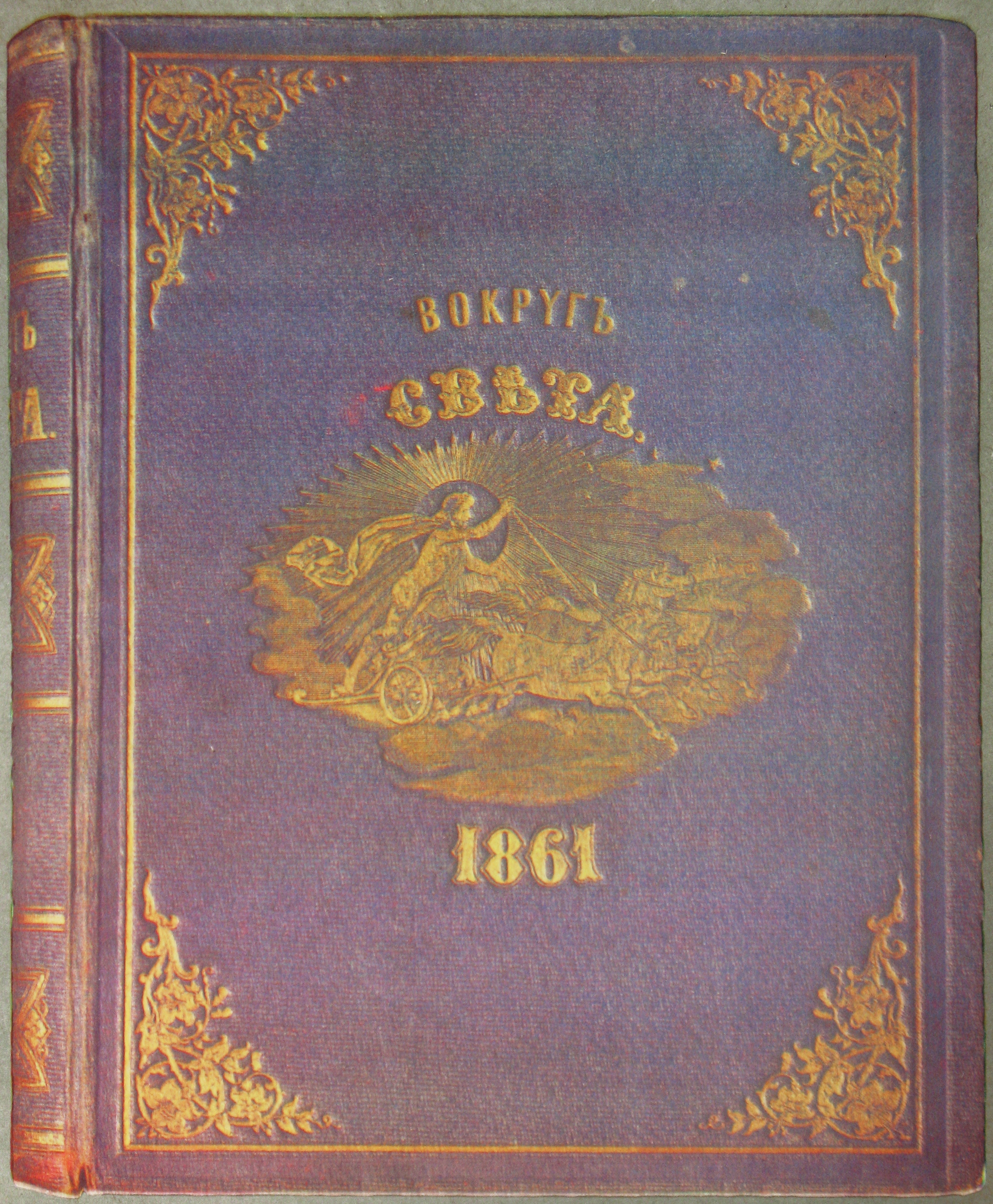
«Вокруг света», 1861 год, обложка

Основателем журнала «Вокруг света» является Маврикий Осипович Вольф, издатель и книготорговец. Преследуя коммерческие цели, он намеревался создать журнал, ориентированный на самую широкую аудиторию, но при этом не затрагивающий политических вопросов российской жизни. Первыми редакторами издания были Павел Матвеевич Ольхин, переводчик, автор множества статей и книг, стенограф, и Алексей Егорович Разин, журналист, популяризатор научных знаний и автор книг для детей. Через год А. Е. Разин покинул редакцию журнала, и до 1868 года П. М. Ольхин был единственным редактором.
Поступает в продажу первый выпуск журнала в конце декабря 1860 года, однако датировался он январем 1861 года.
На первом этапе «Вокруг света» имел подзаголовок «Журнал землеведения, естественных наук, новейших открытий, изобретений и наблюдений», говоривший о тематических предпочтениях редакции. При этом преобладали материалы на географические темы — статьи о дальних странах, их экзотической природе, обычаях иноземных народов. В XIX веке продолжалась эпоха географических открытий, изучения животного и растительного мира. Очерки путешественников, исследователей и ученых со всего мира переводились и публиковались в журнале. Материалы доставляли в редакцию по заключенным договорам М. О. Вольфа с заграничными издателями. Переводом и редактированием текстов занимался П. М. Ольхин, он же выбирал наиболее интересные, кроме того, использовал компиляцию, дополнял текст заметками из других источников. В результате русский читатель видел полную картину о мире, знал о новых, только что произошедших открытиях. Журнал не обходил стороной и материалы отечественных путешественников о народах Азии, о землях Сибири, городах Поволжья и т. д. Журнал печатался на качественной бумаге в виде объемных томов и содержал в себе множество рисунков и гравюр к текстам. При этом цена журнала была доступной для массового читателя.
В 1862—1868 годах «Вокруг света» имел ежемесячное приложение «Природа и землеведение», публиковавшее переводные научно-популярные статьи. Помимо этого, здесь публиковались и произведения набиравшей силу научной фантастики и приключенческой литературы. Первой такой публикацией в журнале стал роман Жюля Верна «Из пушки на луну», вышедший в 1867 г. В 1868 году журнал был закрыт.

### Первое возрождение журнала
Возрождён журнал был в 1885 году братьями Михаилом и Евгением Вернерами, которые выпускали его до 1891 года. Журнал выпускался еженедельно и имел новый подзаголовок «Журнал путешествий и приключений на суше и на море». Тематика журнала осталась прежней, но добавились новые рубрики. Постоянными стали новостные рубрики «Всемирный калейдоскоп» и «Новости под рукой» — они были актуальны в связи с измененной периодичностью выхода журнала. Рубрика «Окраины России» рассказывала о Российской империи, её этнографии, географии. «Морские пираты и корсары» и «Галерея знаменитых путешественников» были посвящены личностям, внёсшим вклад в исследование планеты. Сам М. Вернер служил в морском флоте, и в журнале нередко выходили статьи от его лица с подписью «М. Верн». Ещё одно новшество, появившееся в издании, — две-три страницы, выделенные под рекламу, что приносило дополнительный доход издателям и положительно сказывалось на цене журнала. Сам журнал имел невысокую стоимость, еженедельное издание имело маленький объём. Цена же играла немаловажную роль — огромное количество читателей могло оформить подписку на любимый журнал. Со временем ситуация изменилась, журнал всё больше приобретал бульварный стиль. Вероятно, редакторам не хватало профессиональных знаний, чтобы поддерживать научно-популярный формат и общий стиль издания на должном уровне. В журнале больше печатались тексты приключенческого, авантюрного содержания. Начавшиеся вскоре проблемы с выходом журнала привели братьев Вернеров к убыткам и к последующей его продаже.
Приобрёл журнал Иван Дмитриевич Сытин — владелец крупнейшего в России издательского предприятия («Товарищество И. Д. Сытина»). В первую очередь И. Д. Сытин сформировал редакцию журнала. За время руководства журналом он сменил четырёх редакторов. Первым редактором был переводчик Е. Н. Киселёв (1892—1901), затем Е. М. Поливанова (1901—1905), Н. В. Тулупов (1906—1907), с 1908 года редактором журнала был писатель и просветитель Владимир Алексеевич Попов. С 1913 года корректором работал С. А. Есенин. Издание продолжало выходить еженедельно, но следовало первоначальной концепции. Рисунки и гравюры сменились фотографиями. «Вокруг света» снова стал научно-популярным иллюстрированным изданием для массового читателя. В журнале печатались материалы о новых изобретениях, достижениях и открытиях в науке, полезная информация для читателей по медицине, садоводству, животноводству, технике. Но литературно-художественные публикации продолжали печататься в виде приложений к журналу. Развлекательная составляющая также присутствовала, но в виде ребусов, задач и кроссворда, впервые появившегося на страницах журнала в 1911 году. Продолжали печатать и объявления.
1917-й стал последним годом в дореволюционной истории «Вокруг света». После Октябрьской революции И. Д. Сытин был вынужден прекратить выпуск журнала. В 45-м номере от 12 ноября 1917 г. появилось сообщение редакции, где говорилось, что в 1918 году журнал издаваться не будет — из-за дефицита бумаги и общей неопределённости жизни, затрудняющих исполнение обязательств перед подписчиками.

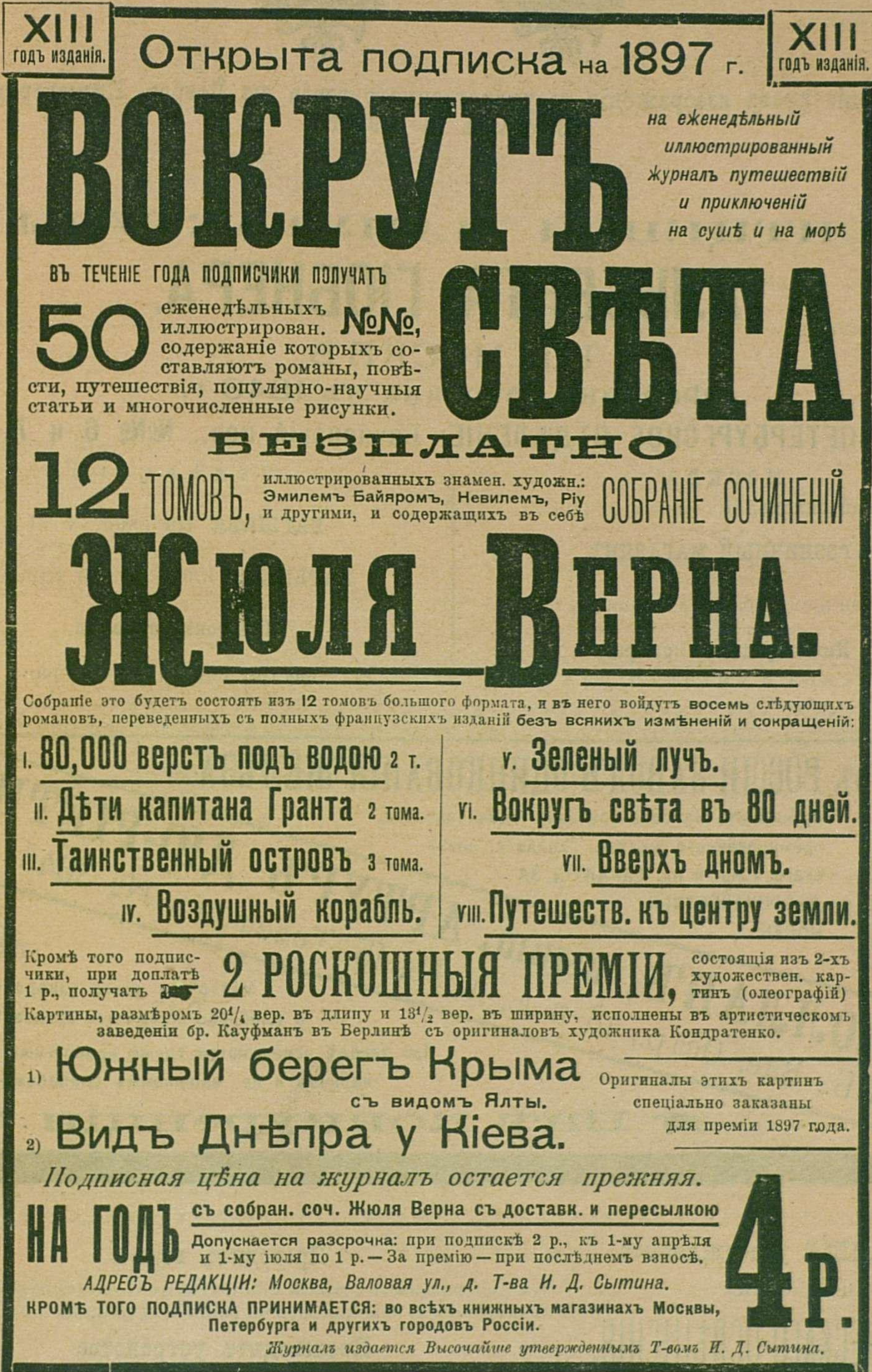
Реклама журнала, 1897 год
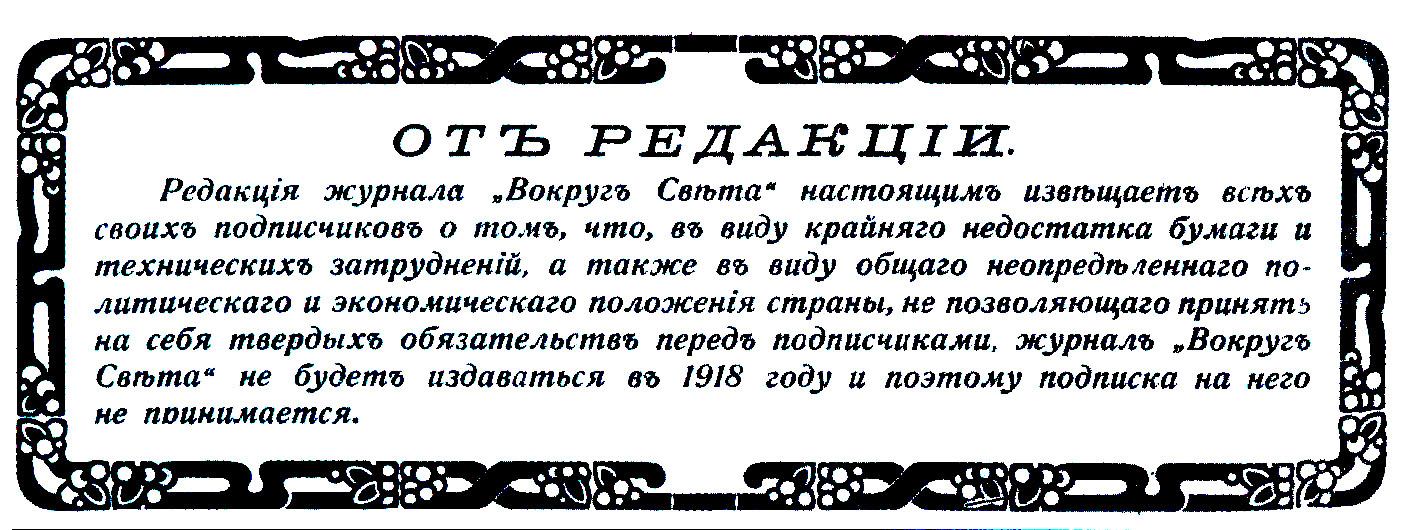
Объявление в последнем номере журнала за 1917 год о прекращении выпуска

### В советское время

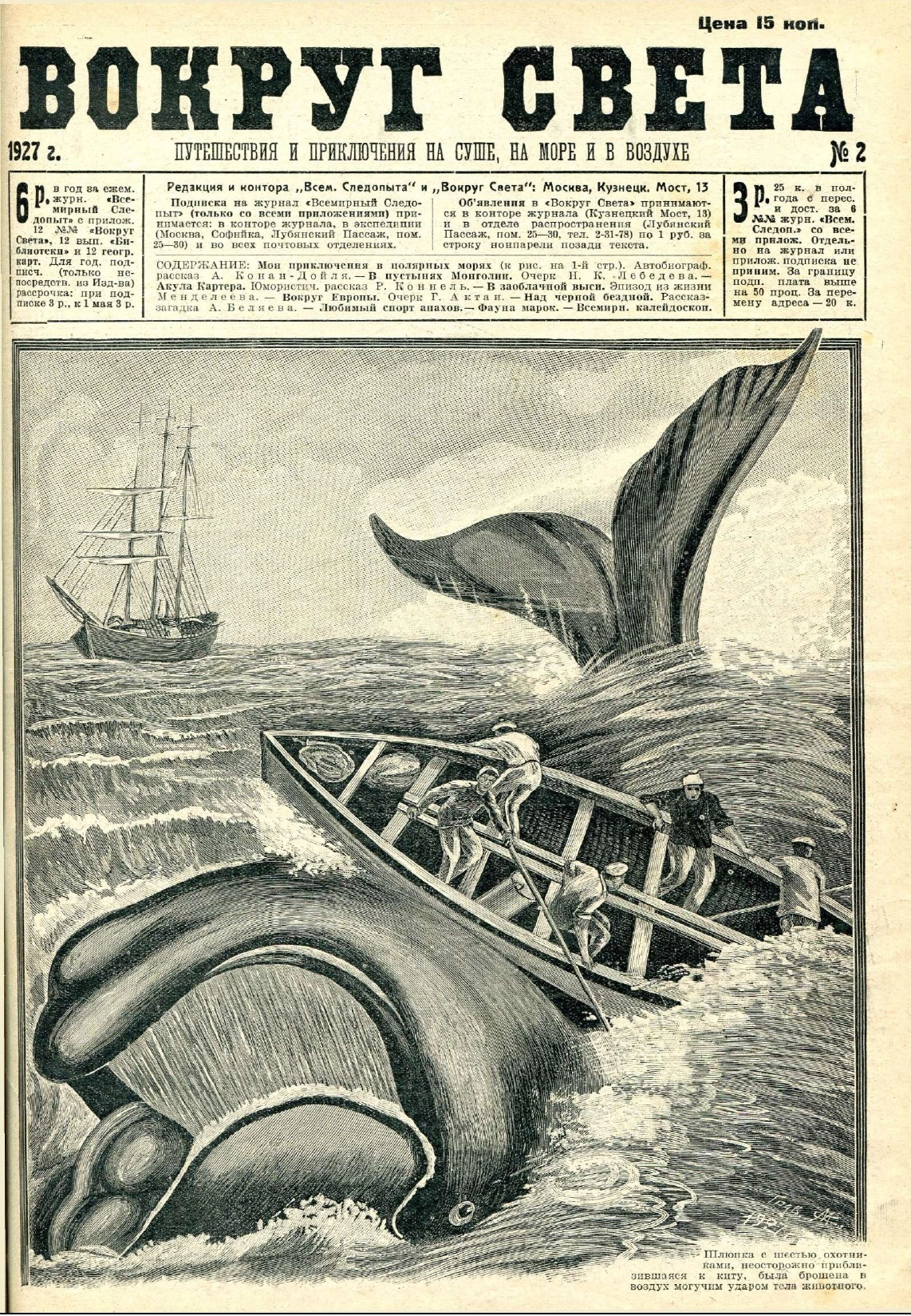
№ 2 возрождённого «Вокруг света», 1927 год

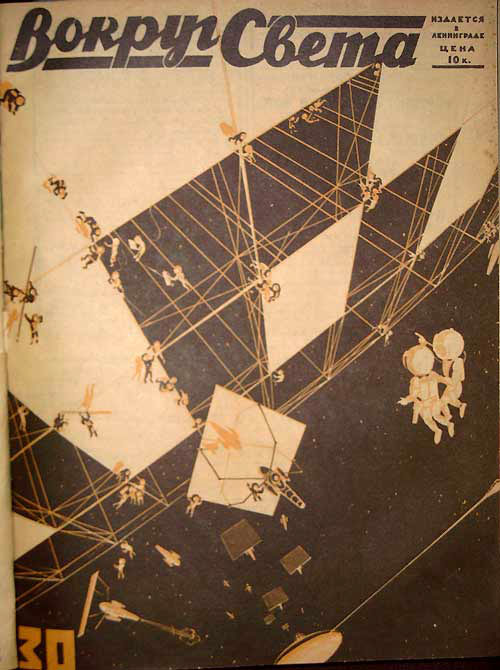
«Вокруг света», 1930 год

Возродился «Вокруг света» в 1927 году — сразу в двух городах: в Москве (издательство «Земля и фабрика») и в Ленинграде (издательство «Красная газета»). Директор «Земли и Фабрики» поэт В. И. Нарбут пригласил к руководству московским журналом прежнего редактора В. А. Попова. Издание В. А. Попова просуществовало недолго, до 1930 года, когда осталась лишь ленинградская версия, издававшаяся под эгидой Центрального комитета ленинградского обкома и горкома ВЛКСМ. В этот период «Вокруг света» имел подзаголовок «Журнал революционной романтики, краеведения, экспедиций, путешествий и научных открытий». В 1942 году, сменив несколько издательств («Молодая гвардия» (1931, 1938—1942), «Комсомольская правда» (1932), «Правда» (1933—1938)), журнал, как и большинство периодических изданий, прекратил печататься на период Великой Отечественной войны.
18 октября 1945 года ЦК ВЛКСМ выпустил постановление о возобновлении с 1 января 1946 года ежемесячного иллюстрированного научно-популярного и географического журнала «Вокруг света». По поводу предмета и характера подачи информации в восстановленном издании в документе было сказано: «Журнал должен в увлекательной, популярной форме освещать вопросы географии и геологии, помещать занимательные описания природы и богатств нашей родины и других стран мира, а также очерки, рассказы о путешествиях и географических открытиях». В иллюстрированном альбоме «Вокруг света за 150 лет» указано, что инициаторами восстановления журнала стали учёные и писатели-фантасты В. А. Обручев и И. А. Ефремов. После войны журнал получил новый подзаголовок — «Ежемесячный географический научно-популярный и литературно-художественный журнал». Послевоенная гонка вооружений ввела СССР в эру научно-технической революции. Однако секретность работ советских учёных значительно ограничивала предметное поле журнала, публиковавшего по преимуществу материалы по геологии, палеонтологии, археологии и т. д.
Первым после возрождения журнала главным редактором стал Иван Ефремов (с 1946 по 1949 год), после него должность занял И. В. Иноземцев (возглавлял журнал до 1953 года). В 1953 году главным редактором журнала становится Виктор Степанович Сапарин, который возглавлял издание до своей смерти в 1970 году.
Показателем изменения настроя журнала в связи с оттепельными тенденциями (частичное преодоление авторитаризма мышления) являлись страноведческие материалы, новости из-за рубежа. На страницах журнала появлялись статьи иностранных авторов, а некоторые из них составили постоянный авторский актив «Вокруг света» — как, например, знаменитый шведский путешественник Эрик Лундквист или датский журналист Арне Фальк-Рённе. В рубриках «По стройкам семилетки», «Романтики наших дней», «Репортаж с ударной Комсомольской стройки», «Маршрутами пятилетки» публиковались очерки и репортажи с ударных комсомольских строек. При этом подход к изображению и осмыслению проектов технологического преобразования природных ландшафтов постепенно изменялся, отражая эволюцию мировоззрения специалистов в 1960-е годы — формирование экологических представлений. В журнале появилась рубрика «Природа и мы», материалы которой ставили проблему взаимоотношений человека со средой обитания. В перестройку и впоследствии постсоветское время «Вокруг света» успешно адаптировался к новым условиям, не меняя концепции. В горбачёвские годы в журнале по-прежнему выходило много страноведческих материалов, описывающих достопримечательности и жизнь населения разных стран и городов. В поле зрения находилась и российская география. Публиковались путевые очерки, материалы о научных экспедициях.

### После распада СССР

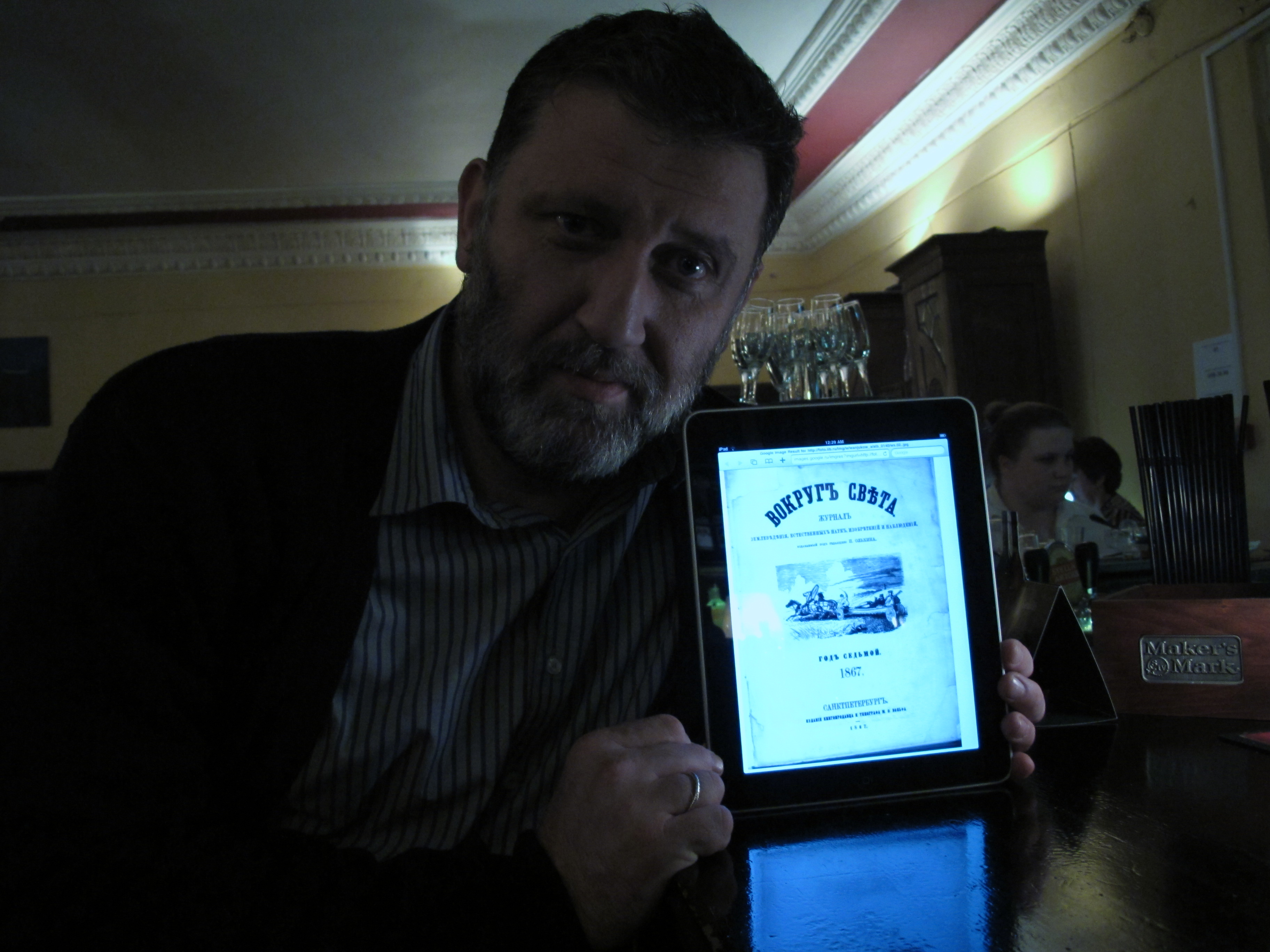
Главный редактор Сергей Пархоменко с оцифрованным 1-м выпуском журнала

После распада СССР в 1991 году появились материалы на ранее запретные темы: «Русское зарубежье», православие и другие мировые религии, жизнь в недружественных прежде странах, вроде ЮАР или Израиля, и так далее. «Вокруг света» по-прежнему обращался к экологической тематике, публиковал художественные произведения известных авторов (романы С. Кинга, Р. Желязны и другие). Права на издание перешли к редакции и журналистскому коллективу. В период 1993—1998 годов журнал активно развивался, сохраняя при этом традиции и основные направления материалов. Номера стали печататься на глянцевой финской бумаге, резко выросло количество цветных иллюстраций, репродукций картин, фотографий и карт. При этом значительную часть объёма каждого номера занимала реклама.
Однако кризис августа 1998 года негативно сказался на издании. Многие туристические фирмы, бывшие на тот момент основными спонсорами и рекламодателями и обеспечивавшие большую часть финансирования, обанкротились. Единственным источником денежных поступлений осталась подписка, осуществлявшаяся за рубли, тогда как финансирование деятельности журнала о путешествиях требовало затрат в долларах. Подобная ситуация означала прогрессирующий дефицит бюджета издания. Тираж журнала упал, издание оказалось на грани разорения и было приобретено (частями, путём покупки акций) главой рекламного гиганта «Видео Интернешнл» Сергеем Васильевым, который и стал фактически главным редактором журнала.
С октября 2009 до конца 2011 года главным редактором журнала и издательства «Вокруг света» был приглашённый С. Васильевым Сергей Пархоменко (основатель журнала «Итоги»). В 2012 году его сменила Маша Гессен, которая, не проработав и года, ушла из-за разногласий с владельцем журнала. С осени 2012 года по апрель 2016 главным редактором был Александр Монахов. С июня 2016 года главный редактор журнала — Сергей Апресов.
В конце 2020 года Сергей Апресов объявил, что выпуск «Вокруг света» будет приостановлен из-за кризиса в печатной прессе и экономике. Главный редактор надеется, что журнал удастся восстановить в будущем, как это уже случалось неоднократно. Одновременно появились сообщения о переговорах по продаже журнала новому собственнику — организации Hearst Shkulev Group, которая принадлежит В. М. Шкулёву и Hearst Corporation. Уже в феврале 2021 года выпуск был возобновлён (тираж февральского номера — 120 тысяч экземпляров). Журнал остался цветным и глянцевым, но уменьшился в размере. Кроме того, сдвинулась нумерация выпусков: № 1 за 2021 год датировался февралём, а № 10 — декабрём.
10 марта 2022 года партнёр бизнеса — американская компания Hearst — ушла с российского рынка. У группы компаний, в которую входит журнал, остался один собственник — Виктор Шкулёв.
В октябре 2023 года журнал вернулся к своему традиционному большому формату. Поменялась вёрстка журнала, обновился логотип, кроме этого, издание вышло на более премиальное позиционирование.

### Издатели «Вокруг света»
| Годы                     | Место издания                                          | Издатель                                                               | Номеров в год |
| ------------------------ | ------------------------------------------------------ | ---------------------------------------------------------------------- | --- |
| 1861—1866                | Санкт-Петербург                                        | М. О. Вольф                                                            | 12 |
| 1867—1868                | Москва                                                 | М. О. Вольф                                                            | 12 |
| 1885—1891                | Москва                                                 | М. и E. Вернеры                                                        | 50 |
| июнь 1891—1917           | Москва                                                 | Издательство товарищества И. Д. Сытина                                 | 50 |
| 1927                     | Ленинград / Москва                                     | «Красная газета» / «Земля и Фабрика» (ЗиФ)                             | 24 / 12 (издавался как приложение к журналу «Всемирный следопыт») |
| 1928                     | Ленинград / Москва                                     | «Красная газета» / «Земля и Фабрика» (ЗиФ)                             | 52 / 24 (издавался как приложение к журналу «Всемирный следопыт») |
| 1929                     | Ленинград / Москва                                     | «Красная газета» / «Земля и Фабрика» (ЗиФ)                             | 52 / 24 (издавался как приложение к журналу «Всемирный следопыт») |
| 1930                     | Ленинград / Москва                                     | «Красная газета» / «Земля и Фабрика» (ЗиФ)                             | 36 / 36 (издавался как приложение к журналу «Всемирный следопыт», № 28-№ 36 на обложках вместо «ЗиФ» стоит «ГИХЛ») |
| 1931                     | Ленинград                                              | «Молодая гвардия»                                                      | 36 |
| 1932                     | Ленинград                                              | «Комсомольская правда»                                                 | 24 |
| 1933                     | Ленинград                                              | «Правда»                                                               | 14 |
| 1934 — май 1938          | Ленинград                                              | «Правда»                                                               | 12 |
| июнь 1938 — 1940         | Москва                                                 | «Молодая гвардия»                                                      | 12 |
| январь — июнь 1941       | Москва                                                 | «Молодая гвардия»                                                      | 6 |
| 1941—1946                | Журнал не выпускался из-за Великой Отечественной войны |                                                                        | |
| 1946—1992                | Москва                                                 | «Молодая гвардия»                                                      | 12 |
| 1993—1998                | Москва                                                 | Редакция журнала «Вокруг света»; АО «Вокруг света»; ЗАО «Вокруг света» | 12 |
| 1999                     | Москва                                                 | ЗАО «Вокруг света»                                                     | 12 (с № 1 по № 6 название журнала «Вокруг света», с № 7 по № 12 — «Путешествие вокруг света») |
| 2000                     | Москва                                                 | ЗАО «Вокруг света»                                                     | 12 (название журнала «Путешествие вокруг света», под таким названием продолжал выпускаться параллельно с «Вокруг света» от ЗАО «Орбита Медиа Сервис» вплоть до июля 2003 года, после чего сменив название на «Путешествие по свету», выпускался по конец 2007 года, известно о 53 таких выпусках с июля 2003 года по декабрь 2007 года) |
| 2001—2003                | Москва                                                 | ЗАО «Орбита Медиа Сервис»                                              | 12 |
| С апреля 2003 года       | Москва                                                 | ООО «Издательство „Вокруг света“»                                      | 12 (в 2020 году было выпущено 10 номеров) |
| С 2020 — настоящее время | Москва                                                 | Shkulev Media Holding                                                  | 11 номеров (2023) |

## Критика
По утверждению Светланы Головатюк, в 2010-х годах директора журнала «Вокруг света», в тот период доходы издания формировались на 40 % от продаж, а на 60 % от рекламы, причём бо́льшую часть прибыли приносила реклама сигарет и спиртных напитков. Владевший в то время журналом Сергей Васильев утверждал, что журнал «не совсем бизнес-проект в классическом виде» и относился к «Вокруг света» в большей степени как к хобби с очень невысокой окупаемостью, к примеру, 2009-й год журнал завершил с прибылью всего лишь в миллион рублей.

## Связанные проекты
На телеканале «Россия» ранее выходила еженедельная телепередача «Вокруг света», на радио «Эхо Москвы» и «Радио России» транслируются еженедельные радиопередачи. Под маркой «Вокруг света» издаются путеводители по всем странам и городам мира. На сайте «Вокруг света» выходит ежедневное познавательное онлайновое издание «Телеграф Вокруг Света». Кроме того, развиваются онлайновые проекты «Энциклопедия Вокруг света», «Фотобиблиотека Вокруг света» и «Вокруг света-ТВ».

### Другие издания
Кроме журнала «Вокруг света», «Издательство „Вокруг света“» издаёт путеводители «Вокруг света» и специальные издания «Вокруг света».
С 1961 года издаётся литературное приложение «Искатель», в котором публикуются приключенческие и фантастические произведения. Среди публиковавшихся авторов (в порядке появления на страницах приложения) — Рэй Брэдбери, Франсис Карсак, Роберт Шекли, Айзек Азимов, Станислав Лем, Артур Кларк, Роберт Хайнлайн, Клиффорд Саймак, Ольга Ларионова, Синклер Льюис, Лазарь Лагин, Кир Булычёв, Джеймс Хедли Чейз и другие советские, российские и зарубежные писатели.
С 2002 (в качестве литературного приложения к «Вокруг света» — с 2003) по 2013 год издавался фантастический альманах «Полдень, XXI век», названный в честь популярной научно-фантастической повести Аркадия и Бориса Стругацких «Полдень, XXII век». Основателем и бессменным главным редактором альманаха был Борис Стругацкий; после его смерти выпуск издания был прекращён.
С сентября 2011 по январь 2015 года по лицензии Би-би-си издавался журнал «Наука в фокусе».
В число специальных изданий входят: «Вокруг света» за 1861 год — эксклюзивный вариант, фотоальбом «Московское метро» (на русском и на английском языке), а также собрания статей из какой-либо рубрики в одном журнале: издания «Хронограф» и «Люди и судьбы».

### Телепередачи
В 2000—2008 годах на телеканале «Россия» (до 1 сентября 2002 года РТР) выходила программа «Вокруг света» (до 2001 года «Планета Земля»). Съёмочные группы за это время побывали более чем в 80 странах мира. В разное время в передаче работали Дмитрий Захаров, Михаил Кожухов, Андрей Понкратов, Ирина Пудова, Сангаджи Тарбаев, Дарья Субботина, Антон Зайцев.
В сентябре-декабре 2006 года на НТВ вышло 15 выпусков программы «Шнур вокруг света» с Сергеем Шнуровым в качестве ведущего.

### Радиопередачи
С 1992 года в эфире «Радио России» выходит одноимённая передача.

### Интернет-проекты
30 сентября 2006 года открыт в рабочем режиме вики-проект под названием «Энциклопедия Вокруг света». Особенностью проекта является ставка на достоверность и краткость предоставляемой информации, при этом используется презумпция неверности источников. По состоянию на февраль 2010 года, в нём содержится около двух тысяч статей, декларируется наличие полноценных статей по всем странам мира. Для редактирования и создания статей требуется регистрация на портале «Вокруг света» и разрешение штатных редакторов. Статьи обязательно подписываются. С января 2008 года имеется система оплаты труда редакторов, декларируется оплата за количество фактов, а не количество слов.

### «Библиотека „Вокруг света“»

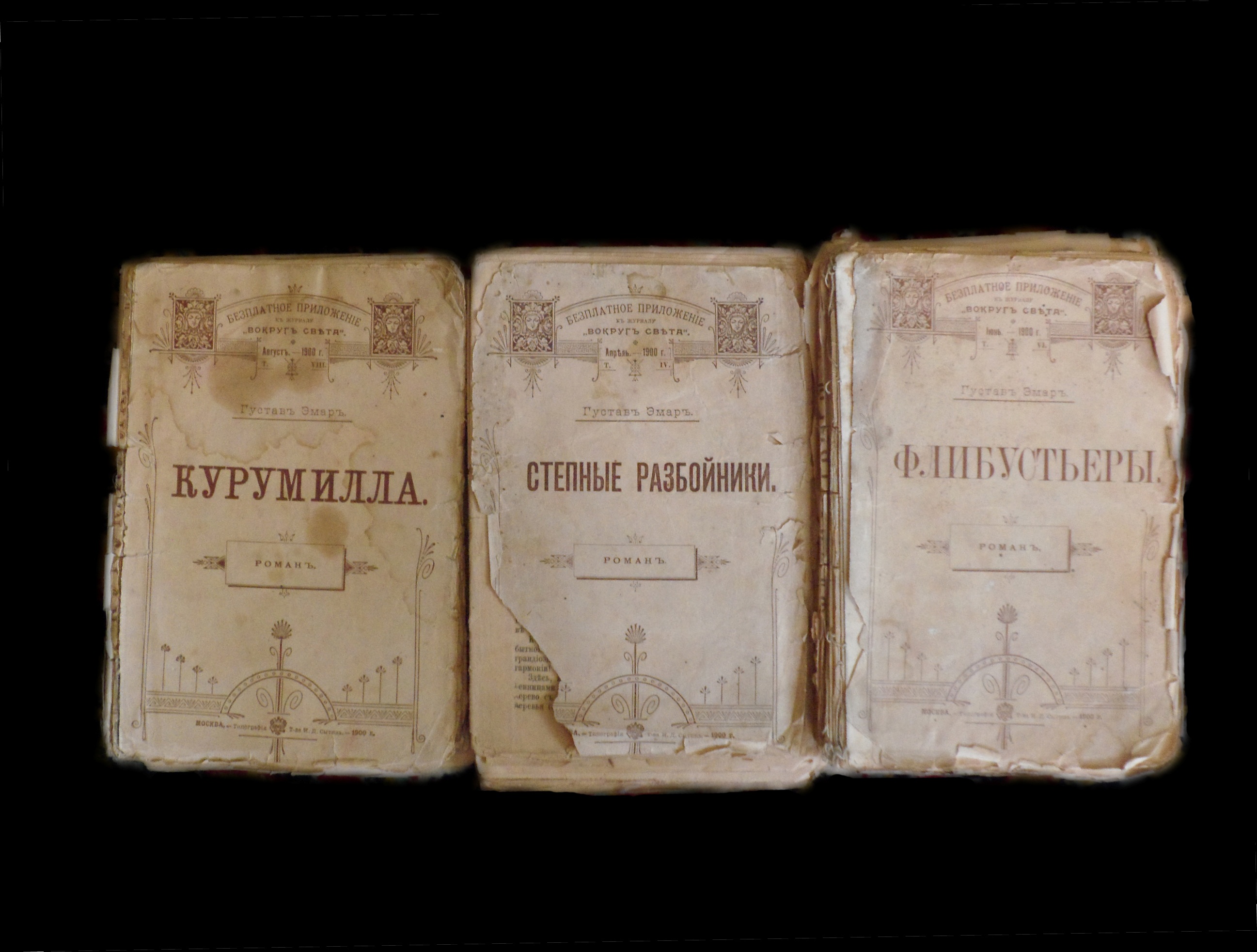
Приложение к журналу за 1900 год

В 1991—1992 годах редакцией журнала «Вокруг света» при содействии рекламно-издательского агентства РИПОЛ было издано шесть томов в серии «Библиотека „Вокруг света“».
Первый том (запланирован, но не вышел) составили произведения писателя Хэммонда Иннеса, пишущего в жанре приключенческой литературы. Второй том был посвящён произведениям писателя-фантаста Роберта Хайнлайна. Третий том получил название «Зов Африки», четвёртый (не опубликован) — «Современный детектив», пятый — «Морские истории», шестой — «Древо тайн».
«Древо тайн» было издано в 1993 году в Москве указанным выше издательством. Этот том представляет собой сборник и посвящён самым разным тайнам планеты Земля.
Сборник поделён на три части. Первая именуется «Загадки Клио» и посвящена исследованиям некоторых исторических секретов. Эта часть включает в себя три произведения:
1. Н. Васильев — «„Неразгаданный сфинкс“, или легенда о кончине Александра I»
2. Р. Сабатини — «Лжедмитрий»
3. И. Машников — «Секрет жрицы Медеи»

Вторая часть посвящена антропологическим и зоологическим загадкам и называется «Следы невиданных зверей»:
1. Б. Эйвельманс — «Ниттаево, исчезнувшее племя»
2. В. Лей — «Легенда о единороге»
3. А. Петухов — «Возвращение динозавра?»
4. В. Орлов — «Кайнын-Кутхо Корякского нагорья»
5. М. Быкова — «Есть ли люди крылатые?»

Третья часть сборника — «Невероятная реальность» — повествует об НЛО, феноменах «гиблых мест», полтергейсте и иных проявлениях так называемой «нечистой силы»:
1. А. Кузовкин, Н. Непомнящий — «Треугольник дьявола»
2. С. Ермаков, Т. Фаминская — «Живая Земля?»
3. А. Тарунов — «Чёртово кладбище»
4. И. Винокуров — «Визит к Апапыне»

## Прочее

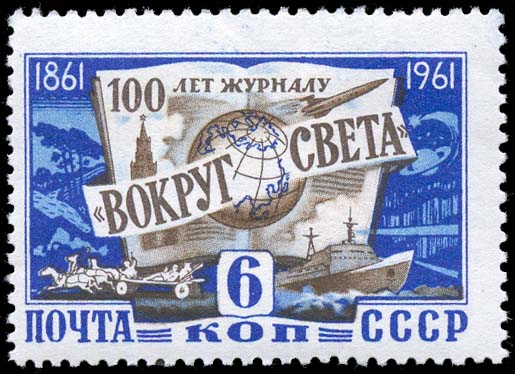
Марка СССР, выпущенная к 100-летию журнала

- В редакцию журнала входил руководитель ГКЧП Г. И. Янаев в бытность его председателем Комитета молодёжных организаций (КМО) ЦК ВЛКСМ.
- По заявлению «Вокруг света», на обложке № 9, 1966 года впервые среди советских журналов появилась фотография обнажённой женской груди — изображение девушек во время празднества в Сьерра-Леоне[38].